# Sabine Eickhoff
Sabine Eickhoff (* 13. März 1963 in Eslohe) ist eine deutsche Prähistorikerin.

## Werdegang
Sabine Eickhoff studierte ab 1982 Ur- und Frühgeschichte, Mittlere und Neue Geschichte, Volkskunde sowie Bibliothekswissenschaft an den Universitäten Köln und Göttingen. Nach dem M.A. im Jahr 1989 war sie 1990/1991 Mitarbeiterin am Forschungsprojekt Besiedlungsgeschichte der Ostsahara der Universität Köln. Im Jahr 1992 wurde sie mit einer Dissertation über Wohnplatzstrukturen, Strukturierung eines Wohnplatzes. Zur Besiedlungsgeschichte des Magdalénien-Fundplatzes Andernach in Köln promoviert. Im Anschluss arbeitete sie bis 1999 als Grabungsleiterin und war von 1998 bis 1999 Geschäftsführerin eines Grabungsunternehmens. Eickhoff wurde 1999 Mitarbeiterin am Brandenburgischen Landesamt für Denkmalpflege und Archäologischen Landesmuseum und war dort verantwortlich für Sonderprojekte, Großvorhaben und die Stadtarchäologie. Sie war eine der fünf brandenburgischen Vertreter im Verband der Landesarchäologen und dort Mitglied der Kommission „Illegale Archäologie“. Sie war zudem bis 2012 stellvertretende Vorsitzende des Mittel- und Ostdeutschen Verbandes für Altertumsforschung.

## Schriften
- Wohnplatzstrukturen – Strukturierung eines Wohnplatzes. Zur Besiedlungsgeschichte des Magdalénien-Fundplatzes Andernach. Potsdam 1995 (zugleich Dissertation Universität Köln 1992).
- Zwischenlandung im Mittelalter. Archäologie für den Hauptstadtflughafen BBI. Die Ausgrabungen in Diepensee. Brandenburgisches Landesamt für Denkmalpflege und Archäologisches Landesmuseum, Wünsdorf 2006 ISBN 3-910011-41-1.
- mit Franz Schopper, Bettina Jungklaus als Herausgeber: 1636 – ihre letzte Schlacht. Leben im Dreißigjährigen Krieg. Theiss, Stuttgart 2012.
- (Hrsg.) Schlachtfeld und Massengrab. Spektren interdisziplinärer Auswertung von Orten der Gewalt (Reihe: Forschungen zur Archäologie im Land Brandenburg Bd. 15), Wünsdorf 2014. ISBN 978-3-910011-80-9.

## Belege
1. ↑  Eintrag zu Sabine Eickhoff in der Bibliothèque nationale de France.
2. ↑  Kommissionen im Verband der Landesarchäologen
3. ↑  Mittel- und Ostdeutscher Verband für Altertumsforschung

| Personendaten    | Personendaten            |
| ---------------- | ------------------------ |
| NAME             | Eickhoff, Sabine         |
| KURZBESCHREIBUNG | deutsche Prähistorikerin |
| GEBURTSDATUM     | 13. März 1963            |
| GEBURTSORT       | Eslohe                   |